# Ching Maou Wei
Ching Maou Wei, född 14 november 1985, är en simmare från Amerikanska Samoa.
Wei kvalificerade sig till olympiska sommarspelen 2012 för Amerikanska Samoa, trots att det inte finns någon professionell simbassäng i landet. Radio Australia kallade hans kvalificering som "en av de mest osannolika av framgångsberättelser" i 2012 års olympiska sommarspel. Han var landets flaggbärare vid invigningsceremonin till OS 2012.